# 藤田裂螺
藤田裂螺（学名：Variegemarginula fujitai）是裂螺科的一种。舊屬边罅螺属，今屬Variegemarginula屬。

## 分佈
主要分布于台湾，常栖息在浅海珊瑚礁、岩石底。